# 三峽拱橋
三峽拱橋(又名三峽虹橋、三峽舊橋)為一座台灣新北市三峽區市區，跨越三峽河的橋樑，其建造於1932年，1933年竣工，在當年是對外重要的通道。曾供車輛雙線道通行，在 2019年與2020年間的修復工程後，改為雙向機車道與行人通行道的配置。台灣前輩藝術家李梅樹曾於 1933 年繪製「生命」、「三峽春曉」等作品，便以三峽拱橋為內容。

## 建造背景
橋樑由日本設計師杉村庄一所設計，興建完成後是三峽境內最長的公路橋，建設費用多達「49,000」大錢，全長共93公尺。
然而在人口快速成長後，三峽拱橋已不敷使用，因此在1978年，於三峽河下游數十公尺處另外興建了三峽大橋，分散三峽拱橋的使用量。

## 歷史
- 1932年10月7日：開始建造。
- 1933年6月28日：竣工。
- 2019年：由新北市政府請動修繕工程，總經費新台幣 2024 萬元[3]。
- 2020年：機車雙向通車[3]。

## 設計

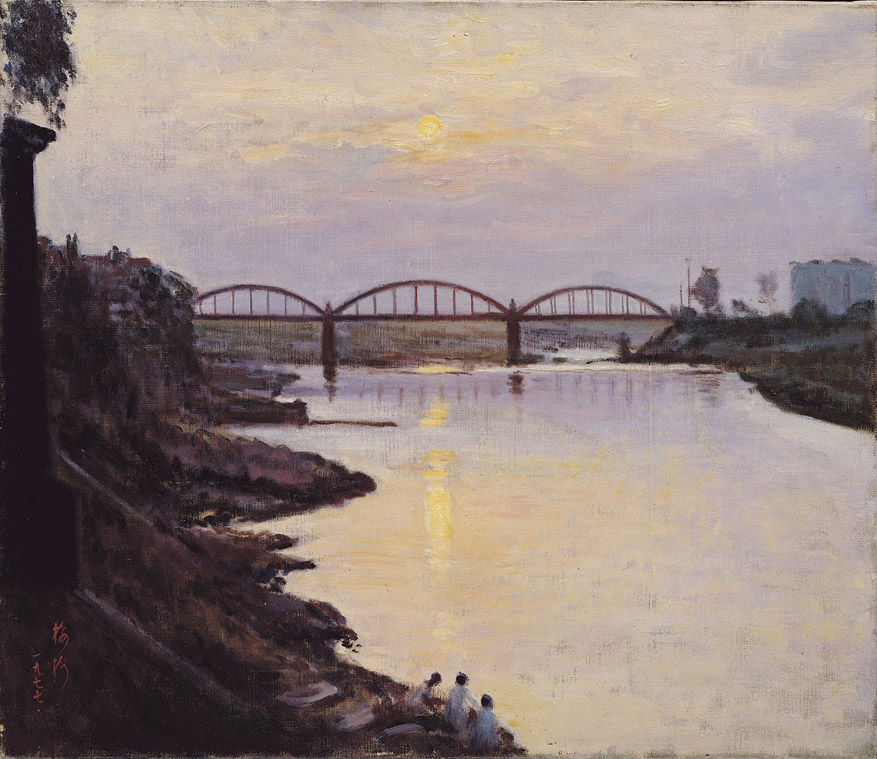
李梅樹畫作《三峽春曉》所繪製的景象即是三峽拱橋

三峽拱橋以特殊的三個相連彩虹為設計理念，呈虹弧形，故亦稱「虹橋」，外形優雅簡鍊。裝飾造型為昭和年間風行之「Art-Deco」裝飾藝術風格，其燈柱外觀以當時流行之裝飾藝術造形設計，具時代性的設計風格，為臺灣現存甚為完整的歷史風格橋樑。
三峽拱橋為三峽自臺灣日治時期以來的重要地標，代表三峽交通動脈由水路轉為陸路之分水嶺，也見證了三峽地方的交通發展歷史與日治時期的橋樑工程技術，是臺灣近代橋樑土木工程的一項傑出作品，具有重要歷史意義。2007年5月4日，依照文化資產保存法公告為臺北縣縣定古蹟（今 新北市市定古蹟）。